# 으랏차차 스모부
《으랏차차 스모부》(シコふんじゃった。 시코훈잣타[*])는 1992년에 개봉된 일본 영화이다. 스오 마사유키가 감독과 각본, 모토키 마사히로가 주연을 맡았다.
졸업을 위한 조건으로, 폐부 직전에 놓인 약체 스모부에 들어가게 된 대학생의 분투를 그린 코미디 영화이다. 제35회 블루리본상 작품상 및 제16회 일본 아카데미상 최우수작품상을 수상했다.

## 줄거리
교리쓰 대학생 야마모토 슈헤이는 삼촌의 연줄로 취직에 성공하지만, 졸업 논문 지도 교수인 아나야마로부터 졸업에 필요한 학점이 부족하다는 것을 알게 된다. 교수는 슈헤이가 교리쓰의 스모 클럽 토너먼트에 참가하면 부족한 학점을 눈감아 주겠다고 슈헤이와 거래한다. 슈헤이는 아나야마 연구실의 대학원생이자 스모 클럽 매니저인 가와무라 나츠코의 요청에 마지못해 이를 받아들인다.
스모 클럽의 유일한 멤버는 유급을 반복한 전통 스모 애호가 아오키 토미오이다. 슈헤이와 아오키는 슈헤이의 남동생 하루오와 비만인 타나카 호사쿠를 영입하기 위해 고군분투한다. 아마추어 팀은 토너먼트에서 패하고, 뒤풀이에서 졸업생들에게 모욕을 당한다. 슈헤이는 다음에는 이길 것이라고 약속하며, 방세를 아끼기 위해 합류하는 영국인 학생이자 숙련된 축구선수 조지 스마일리를 영입한다. 여름 방학 동안 팀은 아나야마의 고향을 방문하여 훈련 캠프를 갖는다. 캠프가 끝날 무렵 팀은 동네 초등학생들과 연습 경기를 치른다.
팀은 다음 3부 리그 경기에서 승리하고 2부 리그로 승격한다. 하루오는 세 번째 경기에서 팔이 부러지고 슈헤이도 부상을 입는다. 하루오에게 반한 여자 매니저 마미야 마사코는 멤버로 자원한다. 경기 당일 마사코는 붕대와 테이프로 가슴을 압박하지만 패배한다. 스모 클럽은 그녀의 시도에 영감을 받아 타나카와 아오키가 각자의 경기에서 승리한다. 마지막 라운드에서 슈헤이가 극적으로 상대를 링 밖으로 밀어내면서 팀은 리그 경기에서 승리한다.
타나카는 스모 선수로 스카우트되고, 스마일리는 영국으로 돌아가고, 마사코와 하루오는 런던으로 유학을 떠나고, 아오키는 졸업한다. 슈헤이는 유일한 멤버로서 스모 클럽을 계속하기 위해 취직 제안을 거절한다. 나츠코가 클럽에서 그를 찾아오고, 그들이 장난스럽게 시코 연습을 하면서 영화는 끝난다.

## 출연진
- 모토키 마사히로
- 시미즈 미사
- 에모토 아키라
- 다케나카 나오토
- 다구치 히로마사

## 제작진
- 감독, 각본 - 스오 마사유키